# Hugh Town
Hugh Town (en córnico, Tre Huw) es una villa situada en las islas Sorlingas, un archipiélago del condado inglés de Cornualles. Según el censo de 2011, tiene una población de 1097 habitantes.
Está ubicado en la isla de Saint Mary's. Desde 1949 Hugh Town es la única parte de la isla que es propiedad de sus habitantes. El puerto, sin embargo, continúa siendo propiedad del Ducado, que también lo administra.